# Eed van haat
De eed van haat, ook wel eed van afkeer of eed van afschuw genoemd, is de eed tegen het koningschap en de anarchie en getrouwheid aan de Republiek en de nieuwe Grondwet, die vanaf 1796 door een deel van de burgers van de Eerste Franse Republiek in door Frankrijk geannexeerde gebieden, later ook in de Bataafse Republiek, moest worden afgelegd.

## Geschiedenis

### Zuidelijke Nederlanden
Vanaf 1794 werden de Zuidelijke Nederlanden en het Prinsbisdom Luik (met onder andere Maastricht) bezet door de Eerste Franse Republiek. Vanaf de annexatie op 1 oktober 1795 werd de Franse wetgeving gestaag overgenomen. De eed van haat werd vanaf 9 maart 1796 verplicht gesteld voor ambtenaren van de republiek, en bij wet van 5 september 1797 ook voor geestelijken die hun ambt wilden blijven uitoefenen. De eed was een uitvloeisel van de Constitution civile du clergé, die vanaf 12 juli 1790 in Frankrijk de onderwerping van de Rooms-Katholieke Kerk aan de Franse staat regelde. De verplichte eed van haat en de bevolen conscriptie waren de twee meest gehate vorderingen van de Franse bezetter. Weigeraars riskeerden gevangenneming en deportatie naar Cayenne (Frans-Guyana). Meer dan honderd priesters die de eed van haat weigerden af te leggen, werden per schip naar Frans-Guyana verbannen, onder meer Jacobus De Neve en Michaël Cop. Beiden overleefden het niet.
Het wel of niet afleggen van de eed leidde tot grote verdeeldheid onder de bevolking. In het departement van de Nedermaas zwoeren 252 van de 1423 priesters (17%) de eed van haat aan het koningschap en getrouwheid aan de republiek. De Franse bezettingsmacht stelde lijsten op van al of niet beëdigde parochiepriesters. De goederen van kerkfabrieken van onbeëdigden werden geïnventariseerd en verbeurd verklaard. Veel priesters doken onder en zetten hun werk ondergronds voort, echter beroofd van hun pastoraal inkomen. De bisschop gaf hen alle faciliteiten om hun werk in het geheim te doen. Sommige schuilkapellen in Limburgse kalksteengroeven herinneren hieraan, zoals de "Franse kapellen" in de Geulhemmergroeve en de Sibbergroeve. Priesters die de eed wel hadden afgelegd, werden door sommige eedweigeraars met de nek aangekeken. Anderzijds wisten zij soms binnen de marges van de Franse wet veel goeds te doen.

### Noordelijke Nederlanden
In de noordelijke provincies moesten de Bataafse burgers volgens de Staatsregeling van 1798 de "eed van afkeer" afleggen voordat zij konden worden opgenomen in het stemregister. De verklaring richtte zich tegen het stadhouderschap, de aristocratie, het  federalisme en regeringsloosheid en moest worden afgelegd in handen van de voorzitter van het plaatselijk bestuur. De verklaring verdween weer met de Staatsregeling van 1801.

## Tekst en wijze van afleggen van de eed
Nadat de voorzitter van de vergadering de verklaring heeft voorgelezen, legt elke stembevoegde zijn hand op het geschrift en zegt "dit verklaar ik".

### De Franse eed van haat
De oorspronkelijke Franse tekst:

Je Jure Haine à la Royauté et à l'Anarchie, Attachment et Fidelité à la Republique et la Constitution de l'an Trois
De oorspronkelijke Nederlandse tekst:

Ik Zweere haet aen het Koningdom en aen de regeerings-loosheyd, aengekleeftheyd en de Getrouwigheyd aen de Republiek en aen de Constitutie van het Jaer Dry
In hedendaags Nederlands:

Ik zweer haat aan het koningschap en aan de anarchie en getrouwheid aan de Republiek en aan de grondwet van het jaar III.

### De Bataafse eed van afkeer
Ik houde het Bataafsche Volk voor een vrij en onafhanglijk Volk, en beloof hetzelve trouw. Ik verklaar mijnen onveranderlijken afkeer van het Stadhouderlijk Bestuur, het Foederalismus, de Aristocratie en Regeeringloosheid. Ik beloof, dat ik, in alle mijne verrigtingen, het zij als stem-oeffenend Burger, het zij als Kiezer alle voorschriften der Staatsregeling getrouwlijk zal opvolgen, en nimmer mijne Stem geven aan iemand, wien ik houde te zijn een voorstander van het Stadhouderlijk, Foederatief Bestuur, de Aristocratie en Regeeringloosheid.
Dit verklaar ik op mijne Burgertrouw!